# Георги Панев
Георги Стоичков Панев е български офицер, генерал-майор, участник в Балканската (1912 – 1913) и Междусъюзническата война (1913), командир 4-ти пехотен плевенски полк и на 2-ра бригада от Планинската дивизия през Първата световна война (1915 – 1918).

## Биография
Георги Панев е роден на 27 май 1868 г. в с. Богданов дол, Софийско. През 1887 г. завършва Военното на Негово Княжеско Височество училище и на 7 септември 1887 г. е произведен в чин подпоручик. На 7 септември 1890 г. е произведен в чин поручик, от 1898 е капитан, а от 1908 г. – майор. Взема участие в Балканската (1912 – 1913) и Междусъюзническата война (1913), като на 22 септември 1912 г. е произведен в чин подполковник. Служи в 13-и пехотен рилски полк и в 18-и пехотен етърски полк.
През Първата световна война (1915 – 1918) подполковник Панев е командир на 4-ти пехотен плевенски полк, за която служба съгласно заповед № 679 от 1917 г. по Дейставащата армия е награден с Военен орден „За храброст“, IV степен, 1 клас, през 1916 г. е произведен в чин полковник, а през 1921 г. за същата служба съгласно заповед № 355 по Министерството на войната е награден с Военен орден „За храброст“, III степен, 2 клас. По-късно служи във 2-ра бригада от 6-а пехотна бдинска дивизия. Командва 2-ра бригада от Планинската дивизия, за която служба през 1921 г. съгласно заповед № 464 по Министерството на войната е награден с Орден „Св. Александър“ ІІІ степен с мечове в средата. По-късно командва 4-та бригада от 9-а пехотна плевенска дивизия. На 25 август 1919 г. е уволнен от служба.
На 31 декември 1935 г. е произведен в чин генерал-майор.

## Семейство
Генерал-майор Георги Панев е женен и има 3 деца.

## Военни звания
- Подпоручик (7 септември 1887)
- Поручик (7 септември 1890)
- Капитан (1898)
- Майор (1908)
- Подполковник (22 септември 1912)
- Полковник (1916)
- Генерал-майор (31 декември 1935)

## Награди
- Военен орден „За храброст“, IV степен, 1 клас (1917)
- Военен орден „За храброст“, III степен, 2 клас (1921)
- Орден „Св. Александър“ ІІІ степен с мечове в средата (1921)

## Образование
- Военно на Негово Княжеско Височество училище (до 1887)